# Soft and Soulful
Soft and Soulful es un álbum de Bill Medley lanzado en 1969. En este disco se encuentra el sencillo "Peace Brother Peace".

## Canciones
- Peace Brother Peace
- 100 Years
- Then You Can Tell Me Goodbye
- I'm Gonna Die Me
- For Your Precious Love
- Softly As I Leave You
- When Something Is Wrong With My Baby
- Any Day Now
- Reaching Back
- Street Of Dirt
- Something So Wrong
- Winter Won't Come This Year

- Datos: Q6131186